# Daniel Montenegro
Daniel Gastón Montenegro (Buenos Aires, 1979. március 28. –) argentin labdarúgó. Jelenleg az Independiente csatára.

## Klub karrier
Montenegro pályafutását a Club Atlético Huracánban kezdte 1997-ben. Játszott argentin, francia, spanyol és orosz csapatokban. 2000-ben mutatkozott be a francia Olympique de Marseille-ben. Spanyolországban a Real Zaragozában és a CA Osasunában. Oroszországban az FC Saturn Moscow Oblastban játszott.
Montenegro 2006-ban harmadszor igazolt az Independientéhez ahol csapatkapitány lett.
Az Independientében rekordot állított fel: 104 mérkőzésen 40 gólt szerzett.
2009-ben a mexikói Club America erősen érdeklődött Montenegro iránt. Először 2.5 millió dollárért szerették volna leigazolni, de az Independiente visszautasította az ajánlatot, az elnök azt mondta, hogy csak 6 millió dollárért engedik el Montenegrot. Azonban 2009. július 17-én 3 millió dollár ellenében a Club America csapatába igazolt. Pár év alatt a csapat egyik legmeghatározóbb játékosa lett, sőt még a csapatkapitányi karszalagot is megkapta. De 2012. december 6-án a Club America felbontotta Montenegro szerződését. 2013-ban visszatért volt klubjához az Independientéhez.

### A válogatottban
Montenegro 2007. április 18-án mutatkozott be az argentin labdarúgó-válogatottban, Chile ellen.
Montenegrot 2008. november 19-én Diego Maradona újra behívta a válogatottba a Skócia elleni barátságos mérkőzésre.

## Érdekességek
Montenegronak van olasz útlevele. Van egy bátyja Ariel Montenegro.

## Eredményei
| Szezon        | Klub          | Kupa              |
| ------------- | ------------- | ----------------- |
| Copa del Rey  | Real Zaragoza | Győzelem 2001     |
| Apertura 2002 | Independiente | Argentine Primera |
| Clausura 2004 | River Plate   | Argentine Primera |